# Имерий
Имерий (Бруцио, V век - Амелия, VI век) — святой епископ Амелии. День памяти — 17 июня. 
Святой Имерий был родом из Бруция (современная Калабрия). Он был сначала монахом, а затем  около 520 года —епископом в Амелии. Его помнят как чрезвычайно строгую и аскетическую личность. О его житии известно мало. Аббат по имени Амвросий, живший около XII века, написал "Жизнь Имерия", из которого до наших времён сохранился только пролог. Позднее другой епископ Амелии Антонио Мария Грациано (1592-1611) написал еще одно святого.

## Почитание
Имя святого Имерия не наблюдается в древних мартирологах. Оно было внесено в Римский мартиролог Барония на дату 17 июня.
Около 965 года мощи святого Имерия были перенесены из умбрийского городка в Кремону епископом Лиутпрандом (епископом этого ломбардского города между 962 и 972 годами). Они были погребены под остатками собора, разрушенного землетрясением 3 января 1117 года, но впоследствии обретены в 1129 году, и, согласно хроникам монаха Иоанна, жившего во времена епископа Оффредо (1168-1185), рядом с его гробницей произошли некоторые чудеса.
В 1196 году епископ Сиккард поместил тело Имерия в каменный ковчег вместе с телом мученика Архелая и освятил алтарь в их честь. До XVII века он был единственным покровителем Кремоны, до тех пор, пока новым покровителем он не был избран Сант-Омобоно. Святой Имерий теперь является сопокровителем города.

### Покровительство
Святой еписком Имерий почитается сопокровителем епархии Кремоны, покровителем города Амелия, а также  Amelia (TR) e patrono di 
- коммуны Оффлага,
- Кастельнуово (Азола)[итал.], района в Азола
- Рипальта Веккья[итал.], района в Мадиньяно,
- Галлиньяно[итал.], района в Сончино, где память святого совершается в третье воскресение октября.